# Candies
Candies (Ка́ндиз, яп. キャンディーズ) — японская идол-группа (трио девушек-идолов). Была образована в 1973 году и была исключительно популярна в 1970-е годы.
У группы было 8 синглов в первой десятке в Японии «Toshishita no Otokonoko» (яп. 年下の男の子), «Haru Ichiban» (яп. 春一番), «Natsu ga Kita!» (яп. 夏が来た!), «Yasashii Akuma» (яп. やさしい悪魔), «Shochuu Omimai Moshiagemasu» (яп. 暑中お見舞い申し上げます), «Un, Deux, Trois» (яп. アン・ドゥ・トロワ), «Wana» (яп. わな) и «Hohoemi Gaeshi» (яп. 微笑がえし).
Летом 1977 года, на вершине своей популярности, девушки со знаменитой фразой «Фуцу: но оннаноко ни модоритай» (яп. 普通の女の子に戻りたい, «Мы хотим вернуться к жизни обычных девушек») объявили, что уходят из музыкального бизнеса.
Прощальный концерт группы состоялся в апреле 1978 года на стадионе «Коракуэн» в Токио. Он собрал аудиторию из 50000 поклонников.
Несколькими годами позже Ран и Сью вернулись в шоу-бизнес в качестве актрис. Мики вернулась к пению, но опять ушла вскоре после того, как вышла замуж.
21 апреля 2011 года Сью умерла от рака груди. Ей было 55 лет.

## Состав
- Ран Ито[англ.] (Ран)
- Ёсико Танака[англ.] (Сью)
- Мики Фудзимура[англ.] (Мики)

## Дискография
- См. статью «Candies (group) § Discography» в английском разделе.